# الکساندر اسنیژکو
الکساندر اسنیژکو (اوکراینی: Олександр Вадимович Сніжко؛ زادهٔ ۲۰ اوت ۱۹۹۶) بازیکن فوتبال اهل اوکراین است.